# Анартриевые
Анартриевые (лат. Anarthriaceae) — семейство цветковых растений.
Это семейство признано немногими систематиками. Система APG II (2003) признает это семейство и помещает его в порядок злакоцветные, кладу коммелениды, относящуюся к монокотам. К анартриевым относят три рода и десять видов, распространенных в Юго-Западной Австралии.

## Таксономия
По информации базы данных The Plant List (на июль 2016) семейство включает 3 рода и 11 видов:
- Anarthria — Анартрия — включает 6 видов
- Hopkinsia — Хопкинсия — включает 2 вида
- Lyginia — Лигиния — включает 3 вида